# Satkhira (zila)
Satkhira (del bengalí: সাতক্ষিরা) es un zila o distrito de Bangladesh situado en la división de Khulna. Según el censo de 2022, tiene una población de 2 196 581 habitantes.
Comprende 7 upazilas en una superficie territorial de 3858.33 km²: Satkhira Sadar, Assasuni, Debhata, Kalaroa, Kaliganj, Shyamnagar y Tala.